# Кохгилюе и Бойер Ахмад
Кохгилюе и Бойер Ахмад (на персийски: کهگیلویه و بویراحمد) е един от 31 остана на Иран. Разположен е в югозападната част на страната, включен е в административния Регион 2. Заема площ над 15 000 km²  и е с население около 700 000 души. Административен център е град Ясудж.

## История
Територията на остан Кохгилюе и Бойер Ахмад е част от историческия регион Лорестан, простирал се в западните райони на Иран. Историята на Лорестан е свързана с няколко древни царства – Елам, Мидия, Персия на Ахеменидите, Селефкидите и др. През 10-и век Лорестан е известен като две отделно управляеми области – Лор-е Кучек (Малък Лорестан) и Лор-е Бозорг (Голям Лорестан). От 1155 до 1423 г. Лор-е Бозорг се контролира от династията Фазлуя, известна като атабеги на Лор-е Бозорг. Управлението на атабегите води до разцвета на техните обширни владения, включващи днешните остани Чахар Махал и Бахтияри, Кохгилюе и Бойер Ахмад и части на Исфахан и Хузестан. Икономическото развитие и териториалната цялост на този регион се прекъсва, когато династията пада под ударите на Тимуридите и образувалите се отделни области се управляват от вождовете на местните племена. В началото на 16-и век на власт в Персия идват подкрепяните от тюркоезичните племена Сефевиди. Лор-е Бозорг се разделя на три части, администрирането им се възлага на тюркските вождове и в Кохгилюе управлява огузкото племе Афшар. В края на 17-и век, след много бунтове и въстания, лурските племена успяват да възвърнат своята власт над територията, а през 18-и век територията на Лорестан се владее от лурската династия Зенд. В края на 18-и век, след дълга борба, Зендите са победени от тюркоезичните Каджари. Каджарите преселват част от лурските племена в централен Иран, лишават техните територии от административната самостоятелност като ги правят част от провинция Фарс и провеждат военни акции срещу непокорните лурски вождове. Каджарската династия губи властта в Иран през 1924 г.
През 20-и век административното деление на Иран се променя няколко пъти, при което остан Кохгилюе и Бойер Ахмад претърпява изменения както на териториалните си граници, така и на вътрешното разделяне на шахрестани. Окончателно се установява като отделна провинция през 1976 г.

## География
Остан Кохгилюе и Бойер Ахмад се намира в югозападната част на Иран и граничи с останите Исфахан, Фарс, Чахар Махал и Бахтияри, Хузестан и Бушер.
Около 75% от територията на остана е с планински релеф. Най-високата точка е връх Гаш-Мастан в шахрестан Дена, 4409 m, най-ниската е 197 m в шахрестан Гачсаран. Тя се пресича от северозапад на югоизток от планините Дена, част на веригата Загрос. Тук текат планински реки, долините са плодородни.
Климатичните условия се различават в зависимост от географското разположение. Североизточните райони се характеризират със студен климат и обилни валежи. Средногодишното им количество в тези райони е 540 – 884 mm. Валежите са в периода между октомври и май. Южната и югозападната части на остана са под влияние на въздушните потоци от Персийския залив. Тук летата са сухи и горещи, останалите сезони са с меко време. Валежите са между 300 и 420 mm.

## Административно деление
Всеки остан в Иран се дели на шахрестани, които се състоят от бахши, те на свой ред съдържат най-малките административни единици – дехестани. Остан Кохгилюе и Бойер Ахмад има 9 шахрестана. Данните за населението на шахрестаните са от националното преброяване през 2016 г.
| Карта на остан | Шахрестан | Население  | Административен център |
| -------------- | --------- | ---------- | ---------------------- |
|                |           |            |                        |
| Бащ            | 21 690    | Бащ        |                        |
| Бахмаи         | 38 136    | Ликак      |                        |
| Бойер Ахмад    | 299 885   | Ясудж      |                        |
| Черам          | 33 543    | Черам      |                        |
| Дена           | 42 539    | Сисахт     |                        |
| Кохгилюе       | 131 351   | Дехдащ     |                        |
| Гачсаран       | 124 096   | Догонбадан |                        |
| Ланде          | 21 812    | Ланде      |                        |
| Маргон         | 19 876    | Маргон     |                        |

## Население
Съгласно националното преброяване през 2016 г. населението на остан Кохгилюе и Бойер Ахмад е 713 052 души, от тях около 56% живеят в градовете. 84.4% от населението е грамотно (възрастова група над 6 г.).
Етническото мнозинство са лури, малцинствата са персийци и тюркоезични групи. Основната религия е шиизъм.

## Икономика
Кохгилюе и Бойер Ахмад е един от слаборазвитите остани на Иран. През 2011 г. той се намира на последно място по своя принос към вътрешния брутен продукт на страната. Икономиката на остана е свързана със селското стопанство, като основно се прилагат традиционните методи на земеделие и животновъдство. Индустриалните отрасли са представени с петролната промишленост и минно дело.

## Образование
Кохгилюе и Бойер Ахмад разполага с 16 научни и образователни организации:
- Университет Ясудж
- Медицински университет Ясудж
- Свободен ислямски университет, Ясудж
- Свободен ислямски университет, Дехдащ
- Свободен ислямски университет, Гачсаран

## Забележителности
- Село Марин – в шахрестан Гачсаран, историческо селище от епохата на Ахеменидите, изградено в близост до древния път, свързващ столиците Суза и Персеполис;
- Мост Патаве – в шахрестан Дена, основан от Сасанидите, възстановяван при Сефевидите.
- Дефиле Танг-е Таморади – природна забележителност с няколко водопада, най-високият е 50 m.